# تیم مک‌کوی
تیم مک‌کوی (انگلیسی: Tim McCoy؛ ‏ ۱۰ آوریل ۱۸۹۱ – ۲۹ ژانویهٔ ۱۹۷۸) یک هنرپیشه اهل ایالات متحده آمریکا بود. وی بین سال‌های ۱۹۲۵ تا ۱۹۶۵ میلادی فعالیت می‌کرد.
از فیلم‌های او می‌توان به مبارزه برای عدالت اشاره کرد.